# Mysidium integrum
Mysidium integrum är en kräftdjursart som beskrevs av W. M. Tattersall 1951. Mysidium integrum ingår i släktet Mysidium och familjen Mysidae. Inga underarter finns listade i Catalogue of Life.